# José Ildone Favacho Soeiro
José Ildone Favacho Soeiro (Vigia, 14 de abril de 1942) é um escritor, poeta, jornalista e político brasileiro. Na década de 1970, era prefeito de Vigia, quando o município foi palco de estranhos fenômenos que o levaram a pedir auxílio às Forças Armadas, as quais montaram a assim denominada Operação Prato na região.

## Biografia
José Ildone Favacho Soeiro nasceu em Vigia no ano de 1942, filho de Manoel Brito Soeiro e de Irene Favacho Soeiro, professora. A partir de 1955, passou a estudar em Belém, no Seminário Metropolitano. No ano seguinte, estudou no Colégio Paes de Carvalho, onde um acidente num jogo de futebol o fez retornar a Vigia, onde permaneceu até os 15 anos de idade.
Em 1963, recebeu Menção Honrosa pelo livro Pressentimento, no concurso anual promovido pela Academia Paraense de Letras. Em 1964, obteve Menção Honrosa pelo soneto Um rouxinol morreu, num concurso de poesia promovido pelo jornal A Província do Pará e organizado pelo escritor Ildefonso Guimarães. Em 1967, foi eleito vereador de Vigia, sendo empossado em 1968 para um mandato de quatro anos. No mesmo ano, seu livro Poemas recebeu Menção Honrosa no concurso anual da Academia Paraense de Letras. Retornou a Belém para realizar o Artigo 99 (Supletivo) no Colégio Estadual Paes de Carvalho. Em 1972, passou em segundo lugar no vestibular para o curso de Letras da Universidade Federal do Pará.
Em 1973, foi eleito vice-prefeito de Vigia. Em 1974, uma monografia escrita por ele recebeu o primeiro lugar no concurso Tiradentes, promovido pela Polícia Militar do Estado do Pará. Neste mesmo ano, seu poema Canto no Campo conquistou o terceiro lugar no I Festival de Música e Poesia Universitária do Pará ( I FEMPUP).
Em 1976 formou-se como Bacharel em Letras, sendo escolhido como orador da turma. Obteve a segunda colocação num concurso de peças teatrais promovido pelo Serviço Nacional de Teatro do Rio de Janeiro, e também foi eleito prefeito de Vigia, sendo empossado no ano seguinte. Em 1979, seu livro de poemas Chão d'Água conquistou a primeira colocação no concurso de trovas da Academia Paraense de Letras; o livro teve duas edições neste mesmo ano. Seu mandato de prefeito, que terminaria em 1981, foi estendido por mais dois anos pelo regime militar, concluindo somente em 31 de janeiro de 1983.
Em 1981 foi eleito para a cadeira 31 da Academia Paraense de Letras, sendo empossado no ano seguinte. Em 1983, após concluir seu mandato de prefeito, foi nomeado Diretor de Documentação e Divulgação da Imprensa Oficial do Estado, cargo no qual promoveu o Suplemento Literário da Imprensa Oficial do Estado, onde divulgava obras de escritores da região amazônica. O Suplemento circulou até 1986.
Nos anos seguintes, continuou com sua atividade literária, publicando livros individual ou coletivamente. Em 2023, foi empossado como membro da recém-inaugurada Academia Vigiense de Letras.

## Obras[1]
- Tiradentes – Sangue Derramado pelo ouro da Liberdade & Canto no Campo (1974)
- Chão D'Água (1980)
- Luas do Tempo (1983)
- Romanceiro da Cabanagem (1985)
- A Hora do Galo & Trilogia do Exílio (1987)
- O Retorno Às Cavernas (1989-1990, folhetim publicado n'O Liberal)
- Introdução À Literatura No Pará (1990)
- Noções de História da Vigia (1991)
- Cem anos de Educação: A Vigia em seu “Barão” (2001)
- Murais de Barro (2002)